# Грушковский сахарный завод
Грушковский сахарный завод — градообразующее предприятие в городе Ульяновка (ныне Благовещенское) Кировоградской области Украины, прекратившее своё существование.

## История

### 1873—1917
Осенью 1870 года княгиня Строганова заключила договор с черниговским купцом Лукиным о строительстве на земельном участке у селения Грушка Балтского уезда Подольской губернии Российской империи свеклосахарного завода. Осенью 1872 года недостроенный завод выкупили иностранцы и было создано товарищество Грушковского свеклосахарного завода с основным капиталом 500 тыс. рублей (часть акций которого принадлежала французским, бельгийским и швейцарским капиталистам). После завершения установки импортного оборудования, 10 декабря 1873 года Грушковский завод был введён в эксплуатацию.
Одновременно с заводом были построены несколько вспомогательных строений хозяйственного назначения, 20 домов и две казармы для рабочих, в результате в 1880е годы возле завода возникло поселение, в 1890е получившее название выселки Грушковского завода.
Работниками завода являлись крестьяне окрестных поселений. Условия труда на заводе в это время были тяжёлыми, продолжительность рабочего дня составляла 12 часов, а зарплата низкая (при этом, часть зарплаты неоднократно выдавали не деньгами, а продуктами из заводского магазина).
В 1879 году завод был продан с торгов, через три года он перешел в собственность Киевской удельной конторы, которая сдала его в аренду его немецким предпринимателям. 4 ноября 1888 года рабочие устроили забастовку, в результате которой завод не работал четыре дня.
С увеличением объёмов производства, необходимостью подвоза сырья и вывоза готовой продукции в начале 1890х годов к заводу была проложена узкоколейная железная дорога, в 1892 году была построена станция Грушка, а осенью 1894 года по ней прошёл первый поезд. После ввода в строй железной дороги численность рабочих завода увеличилась на 104 человека (до 604 человек).
В ходе первой русской революции весной 1906 года на заводе началась забастовка, участники которой потребовали повышения зарплаты и введения 8-часового рабочего дня, в результате часть рабочих была уволена, но зарплату несколько повысили. Поскольку после начала забастовки на заводе работники экономии (обеспечивавшей завод свеклой) тоже отказались выходить на работу, владельцы завода обратились к подольскому губернатору А. А. Эйлеру с просьбой прислать войска. В результате, в селение прибыл полк солдат, которых использовали на сельскохозяйственных работах до осени 1906 года.
После начала в 1914 году первой мировой войны часть работников-мужчин была мобилизована в действующую армию, но по договоренности владельцев завода с подольским губернатором наиболее квалифицированные рабочие были оставлены на предприятии.
В марте 1917 года, после посещения экономии сахарного завода в селе агитбригадой крестьянской секции Одесского совета рабочих депутатов управляющий сахарного завода пошёл на уступки и сократил рабочий день с 14 до 12 часов, а также распорядился улучшить рабочим питание и условия проживания.

### 1918—1991
В январе 1918 года в селе была установлена Советская власть, но в апреле 1918 года селение оккупировали австрийско-немецкие войска (которые оставались здесь до ноября 1918 года). В это время на предприятии возникла группа самообороны, которую возглавил М. С. Вантуховский. При содействии железнодорожников и местных жителей, рабочие сахарного завода саботировали вывоз хлеба, сахара, скота и иных продуктов в Германию. В дальнейшем, территория уезда оказалась в зоне боевых действий гражданской войны. В январе 1920 года части РККА заняли село, здесь была установлена Советская власть и началось восстановление хозяйства. 
В 1920е годы при заводе были созданы комсомольская организация, заводской клуб (в котором была открыта библиотека), драмкружок и духовой оркестр, началось издание стенгазеты, что способствовало ускорению ликвидации неграмотности среди рабочих и населения.
В 1928 году завод был реконструирован и его мощность была увеличена. В результате, предприятие выполнило план первой пятилетки (1928 - 1932 гг.) за четыре года (досрочно изготовив 3 млн. пудов сахара). За вторую пятилетку (1933 - 1937 гг.) завод произвел 4,2 млн. пудов сахара.
В ходе Великой Отечественной войны в связи с приближением линии фронта оборудование завода было частично демонтировано и подготовлено для эвакуации, но вывезти его не успели. 1 августа 1941 года Ульяновка была оккупирована немецкими войсками, 12 марта 1944 года - освобождена советскими войсками.
Перед отступлением гитлеровцы разграбили сахарный завод, они вывезли часть наиболее ценного оборудования и заминировали помещения, однако в связи с противодействием партизан не сумели полностью уничтожить предприятие.
В августе 1944 года восстановленный завод начал работу и до конца сезона сахароварения произвёл 282 тыс. пудов сахара. После окончания войны началась реконструкция завода с внедрением новых технологий. В результате, в сезон сахароварения 1947-1948 гг. завод сначала вышел на довоенный уровень производства, а затем превысил его. 
В 1959 - 1960 гг. завод был ещё раз реконструирован. На свеклоприемном пункте была завершена механизация трудоёмких производственных процессов, в результате, перерабатывающая мощность увеличилась с 18 тыс. центнеров свеклы в сутки в 1959 году до более чем 28 тыс. центнеров свеклы в сутки в 1970 году.
Начался экспорт продукции в Ирак, Судан и другие страны мира.
В целом, в советское время сахарный завод был крупнейшим предприятием города, на его балансе находились объекты социальной инфраструктуры.

### После 1991
После провозглашения независимости Украины завод перешёл в ведение Государственного комитета пищевой промышленности Украины. 
В середине 1990-х годов сахарный завод остановил работу, а затем перестал существовать.